# Em chỉ quan tâm anh
"Em chỉ quan tâm anh" (tiếng Trung: 我只在乎你; bính âm: wo zhi zàihu ni) là một bài hát tiếng phổ thông của ca sĩ người Đài Loan Đặng Lệ Quân.
"Em chỉ quan tâm anh" dài 4 phút 14 giây. Nó được trình bày bằng tiếng Nhật và tiếng Trung. Nó trở nên nổi tiếng ở Đại lục Trung Quốc sau Cách mạng Văn hóa. Phiên bản tiếng Nhật có tên là "Toki no Nagare ni Mi o Makase" (時の流れに身をまかせ; nghĩa là "Hòa mình vào dòng chảy thời gian") là một ca khúc nổi tiếng ở Nhật Bản năm 1986.
Ca khúc còn được biết đến ở châu Á và được trình bày lại bởi các nhạc sĩ thế kỉ 21 ở Đài Bắc và Kuala Lumpur. Vào năm 2010 khảo sát được tiến hành bởi quỹ Đặng Lệ Quân để quyết định ca khúc nổi tiếng nhất của cô, "Em chỉ quan tâm anh" nhận được số phiếu cao thứ hai.